# Kattemeuterbos
Het Kattemeuterbos is een bos langs het kanaal Brussel-Willebroek dat grotendeels in de Vlaams-Brabantse gemeente Grimbergen ligt maar ook deels in Zemst. Het bos ligt bij de hoeve en het kasteel van Groen(e)veld. De Laarbeek ontspringt in dit bos. Het gehele gebied van het Kattemeuterbos is gelegen binnen een beschermd waterwingebied type III.

## Naam
Het noordelijk deel van het bos hangt slechts met een klein stukje vast aan de rest van het bos, dit was vroeger ook zo, maar toen was het noordelijk deel wel een pak groter dan vandaag, dit was immers geen eigendom van Demeure. In de 17e eeuw wordt het zuidelijke deel van het bos vaak vermeld als het Rollekotbos. Op de Ferrariskaarten uit de 18e eeuw (1777) wordt het bos vermeld als het Rollekots Bosch, en het werd ook Rollekotenbos en Rollekaatbos genoemd. Het noordelijk deel noemde Kattemeuterbos, andere spellingen zijn Katte-Meuter-Bosch en Kattemuiterbos. Het volledige bos werd niet veel na de Eerste Wereldoorlog al als Kattemeuterbos vermeld.
Het gehele gebied van het Kattemeuterbos is gelegen binnen een beschermd waterwingebied type III.

## Uitzicht
Omdat het volledige bos altijd in privébezit is geweest - vroeger was het eigendom van de familie Demeure en thans van een andere privé-eigenaar - heeft het bos nog min of meer grenzen behouden als deze van de 18e eeuw, iets wat bij bijna alle andere bossen uit die periode zeker het geval niet is. In het bos liggen twee vijvers en er ligt nog een andere vijver aan de westelijke grens van het bos, waar ook het Kasteel Groeneveld ligt. Door het bos lopen vele paden en wegjes, maar deze zijn allemaal verboden toegang. Enkel een weg die de Kluisweg (Humbeek) en de Verbeetweg (Het Zwartland) verbindt en door een noordelijke uitloper van het bos gaat, is betreedbaar. Rondom het bos liggen bijna uitsluitend landbouwgronden.

## Geschiedenis
Het bos met kasteel was lange tijd eigendom van de adellijke familie Demeure. In de 18e en begin 19e eeuw waren er heuse stropersbendes actief in Zemst-Bos en Zemst-Laar. Deze stroopten vaak in het bos om voedsel en pelzen te bemachtigen. Velen waagden zich niet in het bos wegens de vele wolfijzers en schietgeweren. Het bos mocht sowieso niet betreden worden. Enkel de inwoners van Het Zwartland kregen jaarlijks een pasje dat hun toeliet het bos te betreden, en dit tot ongeveer de jaren 1970. Hierdoor konden zij veel sneller dan anderen het gehucht Verbrande Brug bereiken. Het bos is thans privé-eigendom.
Alhoewel op de Ferrariskaarten van circa 1775 te zien is dat het bos ongeveer dezelfde oppervlakte had als vandaag, zien we dat dat in de tussenperiode niet het geval was. Op de Vandermaelenkaarten uit de jaren 1840/50 zien we dat het bos voor het overgrote deel gekapt was. Pas in het midden van de 20e eeuw werd het terug tot zijn oorspronkelijke staat aangeplant.

### Eerste Wereldoorlog
Er vond tijdens deze oorlog een veldslag plaats in en rond het bos. De Duitsers hadden het bos in handen en hadden een stevige verdediging. De geallieerden moesten het bos in handen zien te krijgen om hun aanvalstroepen in Eppegem en Weerde dekking te geven. Eerst werd de westelijke rand van het bos door hen gebombardeerd en daarna chargeerden ze het bos met hun manschappen. Deze moesten eerst enkele honderden meters lopen in de richting van het bos, waardoor de Duitsers zeer veel geallieerden konden neerschieten, maar de geallieerden slaagden erin om een groot deel van deze manschappen en ook veel artillerie naar het bos over te brengen. Zo kregen ze het bos in handen maar er waren zeer veel doden bij deze slag gevallen, de lijken lagen letterlijk opgehoopt bij het bos.

### Tweede Wereldoorlog
Tijdens de Tweede Wereldoorlog stond er Duits luchtafweergeschut opgesteld in het bos, om geallieerde vliegtuigen die de Luchthaven van Lint (Grimbergen) wilden bereiken, neer te halen.

## Mythe
Volgens een oude mythe was er vroeger in het Rollekaatbos een open plek waar 'heksen en feeën' samenkwamen, en geen mens die er toen durfde te komen. Ook zou het er gestonken hebben naar sulfur en teer. Het is natuurlijk maar een volksmythe.